# Подвожњак
Подвожњак је објекат у трупу пута којим се регулише укрштање у два нивоа са другим путем, другим инфраструктурним системом или железницом. 
Подвожњак је у ствари део пута који пролази испод: пута, пруге, пешачке стазе, бициклистичке стазе или надвожњака (прелаза) за дивље животиње па чак и испод аеродромске писте. Пут (објекат) који пролази изнад подвожњака назива се надвожњак.
Код подвожњака су важне карактеристике ширина и висина које треба да се налазе исписане на саобраћајном знаку испред пролаза кроз подвожњак.Ово је битно како би возило својом ширином или висином могло да прође кроз подвожњак.
На зидовима подвожњака где је најнижа тачка се на неким местима у неким земљама (САД) се означава, исписује, избаждарена висина како би се у случају поплаве знао ниво воде како возило или пешак не би ушли у превелику дубину воде.